# إيفريديكي
إيفريديكي تيوكليوس (باليونانية: Ευρυδίκη Θεοκλέους) هي مغنية روك وبوب قبرصية يونانية ولدت في يوم 25 فبراير 1968 في مدينة ليماسول في قبرص. بدأت الغناء في سنة 1991، وانتجت منذ ذلك الحين 17 ألبوم. مثلت قبرص ثلاثة مرات في مسابقة الأغنية الأوروبية في سنوات 1992 و1994 و2007.